# 澳門商業銀行
澳門商業銀行（葡萄牙語：Banco Comercial de Macau, S. A.）為澳門的註冊銀行之一。現時擁有12間分行及2間24小時自助銀行服務中心。

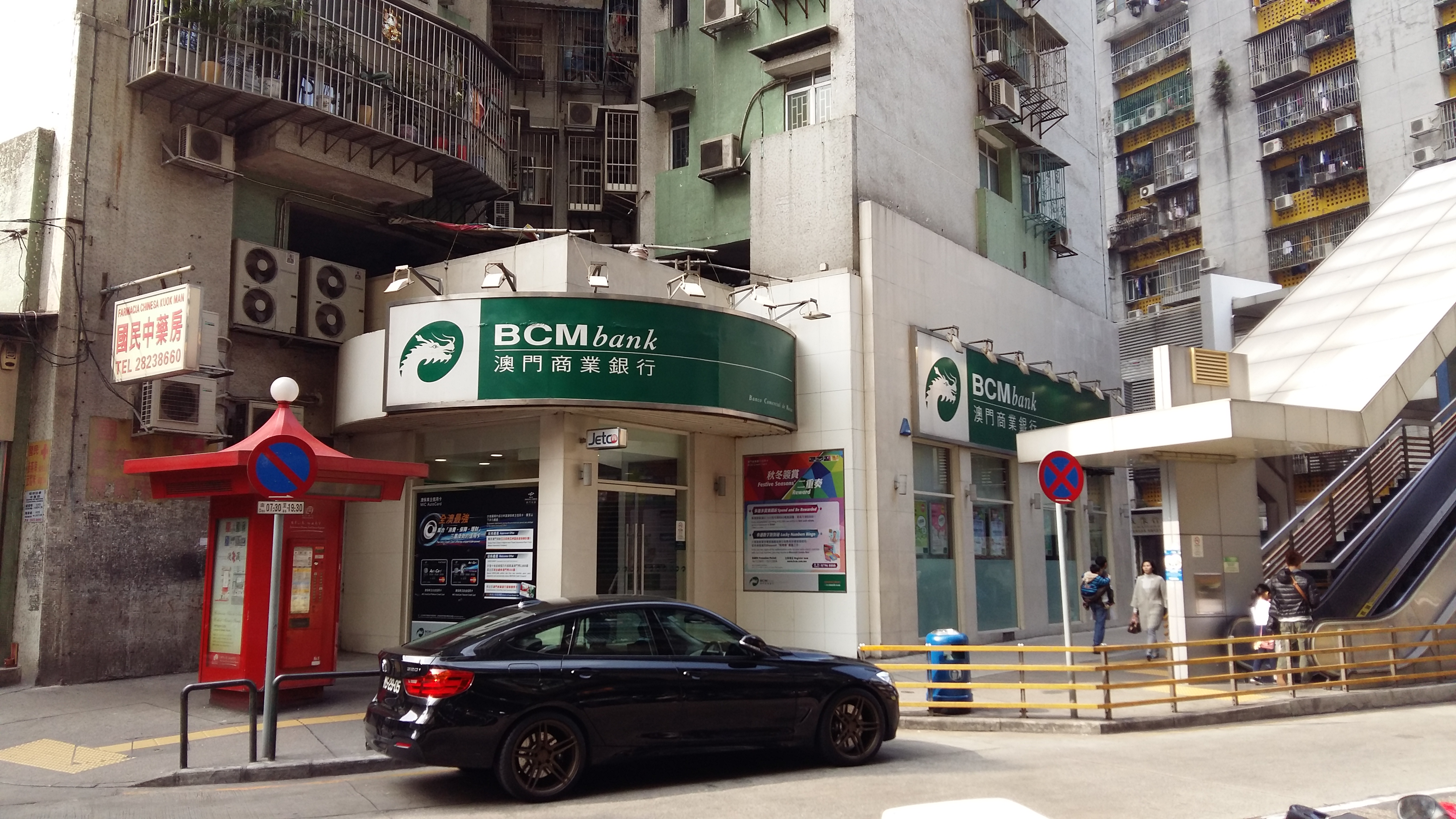
台山分行

## 歷史

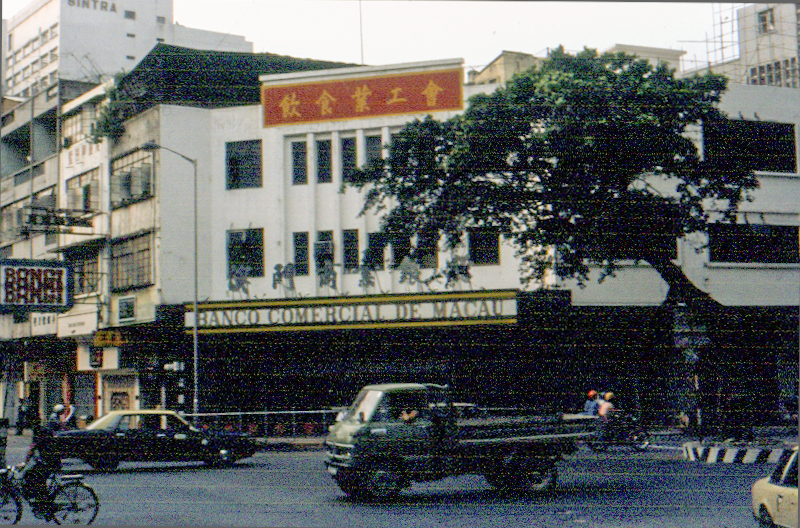
1981年的澳门商业银行总行

1974年創辦，由安哥拉商業銀行（当时隶属于葡國第一銀行）设立，同年1月12日早上由時任澳督嘉樂庇之夫人嘉翠麗主持開幕，成為澳門本地註冊銀行之一。
1979年，从安哥拉商業銀行分离，成为葡國第一銀行在澳门的子行。
1983年為澳門首間銀行提供自動櫃員機服務，名為「利咭 La Carte」，提供中文、葡文、英文處理澳門元及港元帳戶。
1988年收購大東銀行。
1988年，总行由澳门迁至波尔图，此后10年在葡萄牙设有分行，澳门部分在1995年改称澳門商業銀行（亞洲）有限公司（葡萄牙語：Banco Comercial de Macau (Ásia), S.A.R.L）。
1994年加入銀通網絡，取代利咭 La Carte網絡
1995年，前母行葡國第一銀行被葡萄牙商業銀行（BCP）收購，遂成為BCP集團之成員。
1998年，以波尔图為總部的葡萄牙本地業務終止，合并回葡國第一銀行。總行遷回澳門，並恢復原名。
2005年12月19日大新銀行從葡萄牙商業銀行手中成功收購澳門商業銀行，遂成為大新銀行集團之成員。
2017年4月22日推出手機買賣股票程式。

## 關鍵人物
- 董事兼行政總裁：劉百雄

## 圖冊

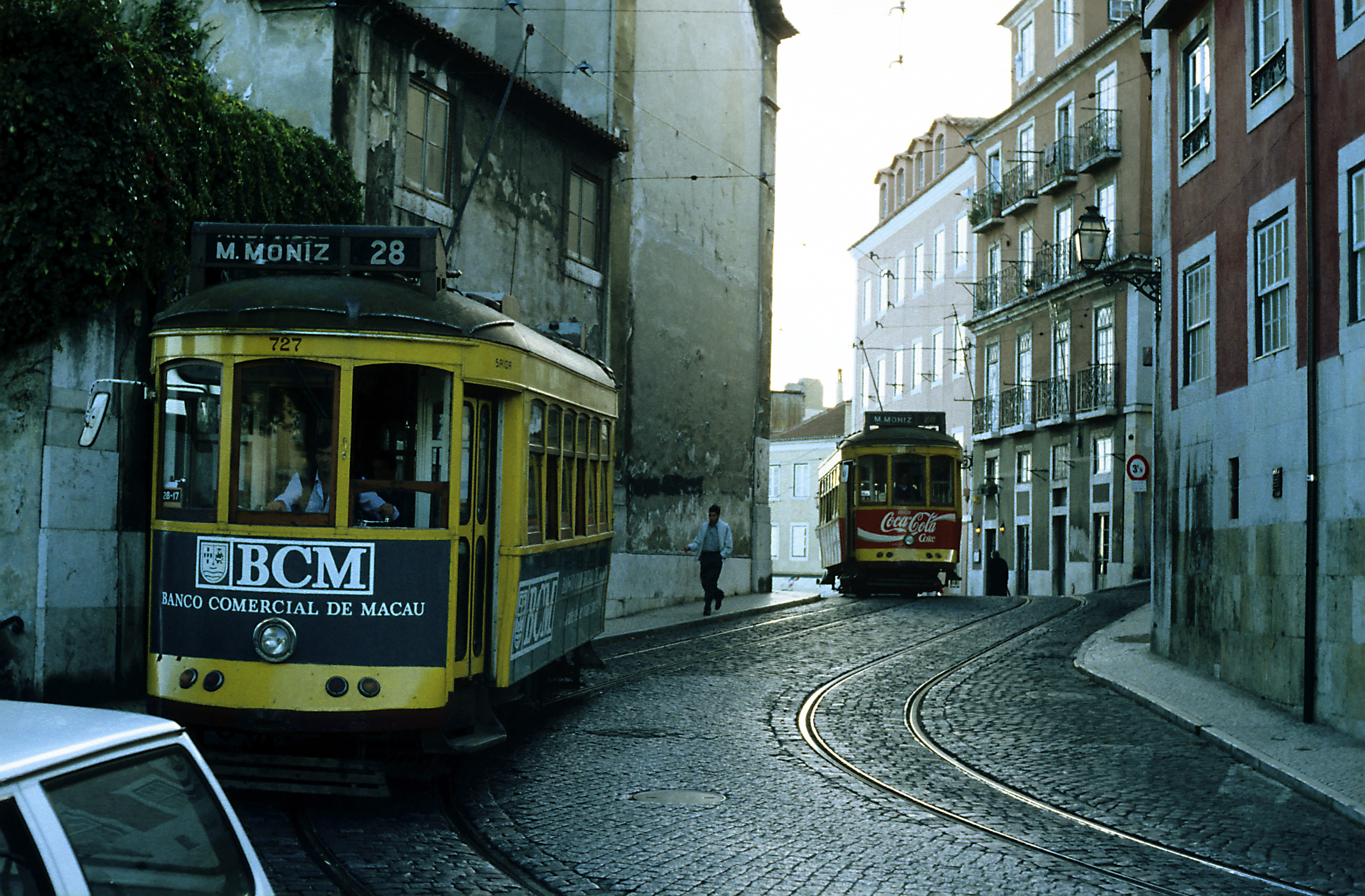
1994年，一辆带有澳商行广告的里斯本电车
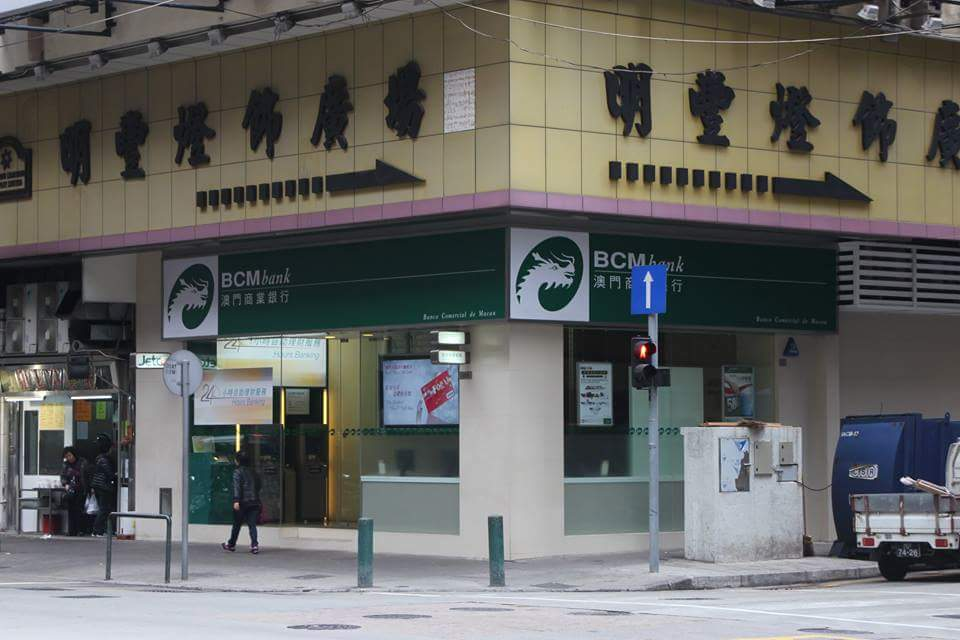
提督馬路分行
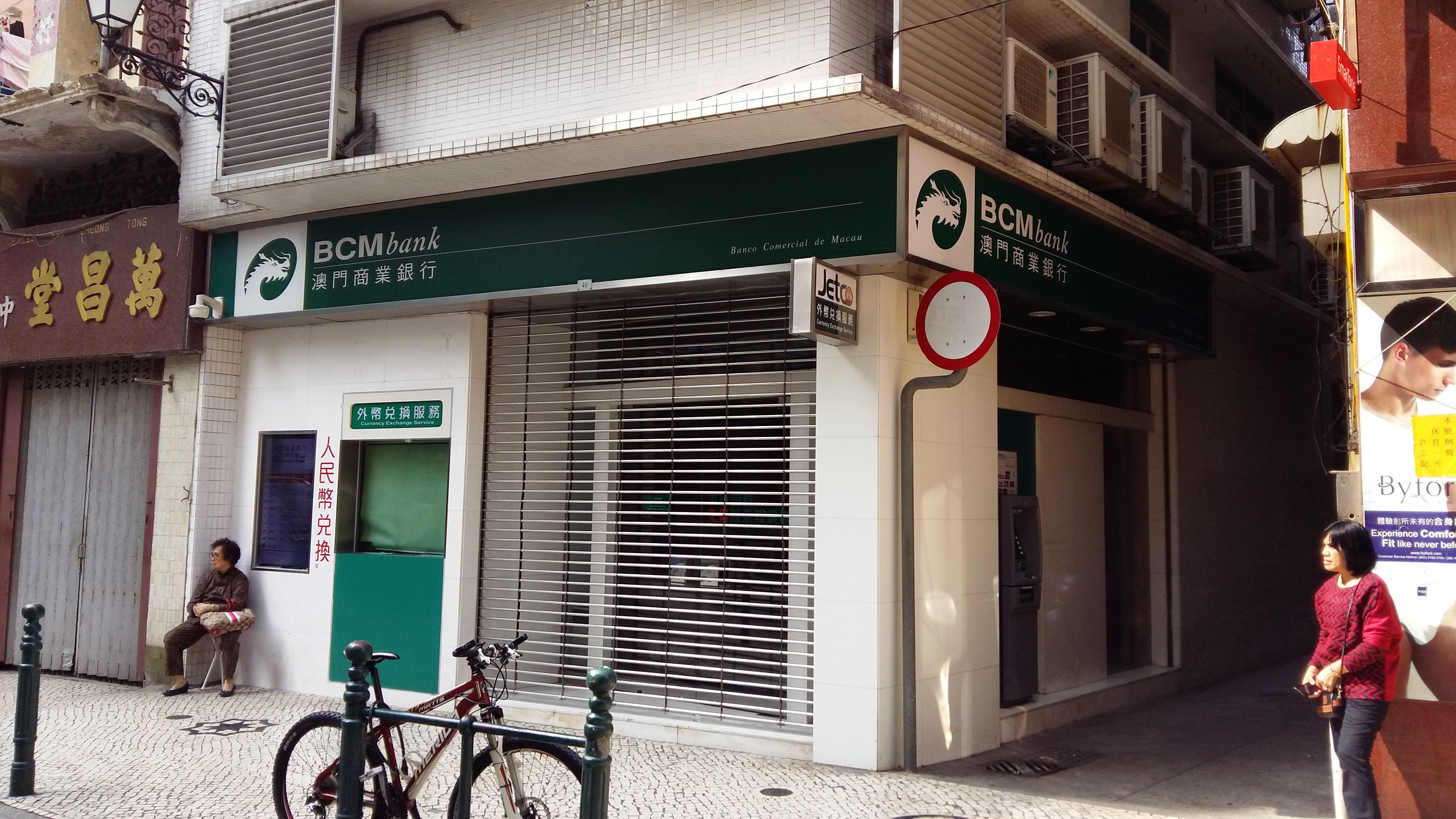
營地街分行
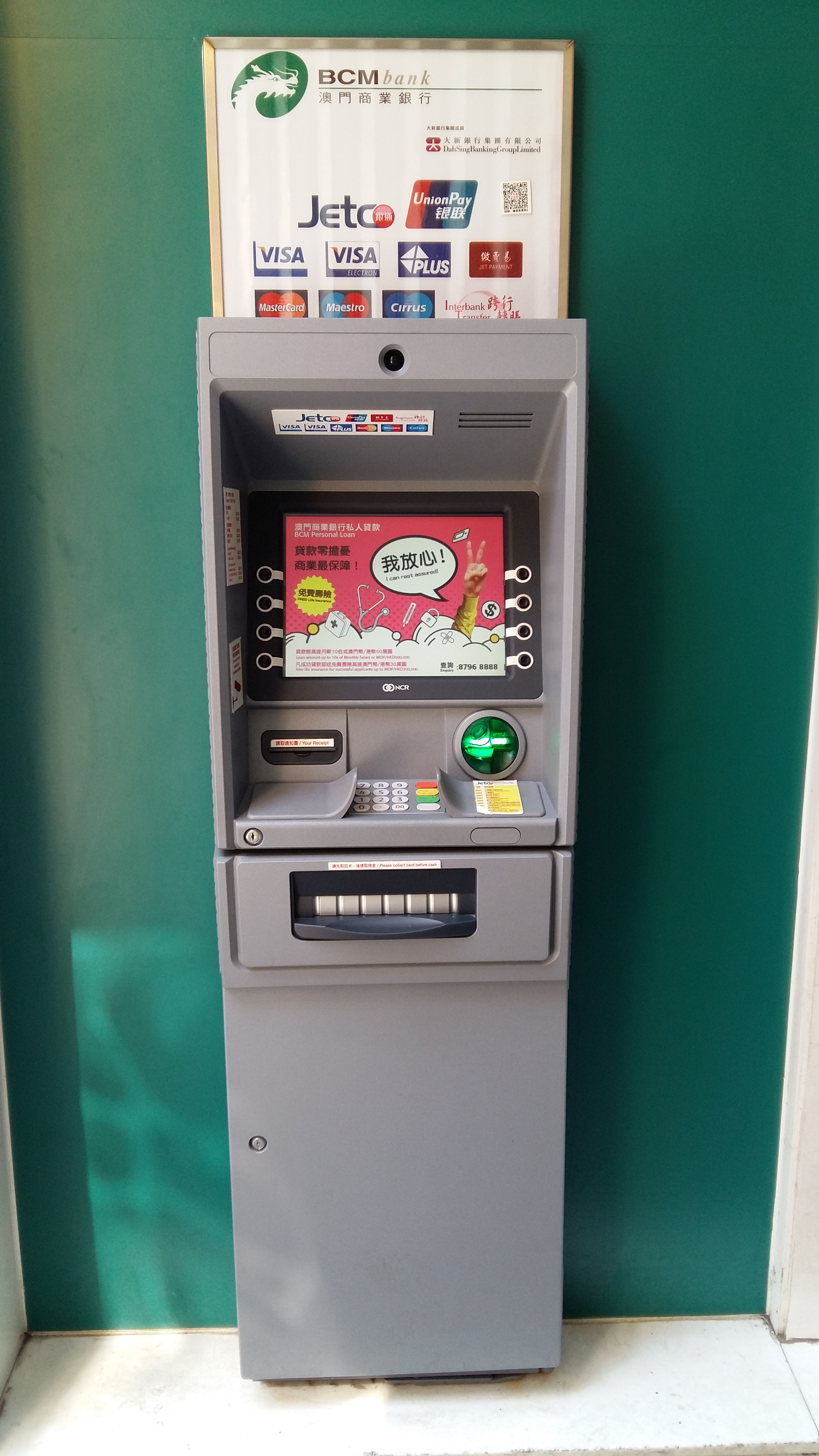
自動櫃員機

## 外部連結
- 官方网站
- 印務局關於澳門商業銀行之登記資訊

1. ↑  . www.io.gov.mo.   [2024-12-03].
2. ↑  . bo.io.gov.mo.   [2024-12-03]. （原始内容存档于2025-03-25）.
3. ↑  . bo.io.gov.mo.   [2024-12-03]. （原始内容存档于2025-03-25）.
4. ↑  . www.architectes-pour-tous.fr.   [2024-12-03]. （原始内容存档于2024-12-09） （法语）.